# Irmund von Jülich

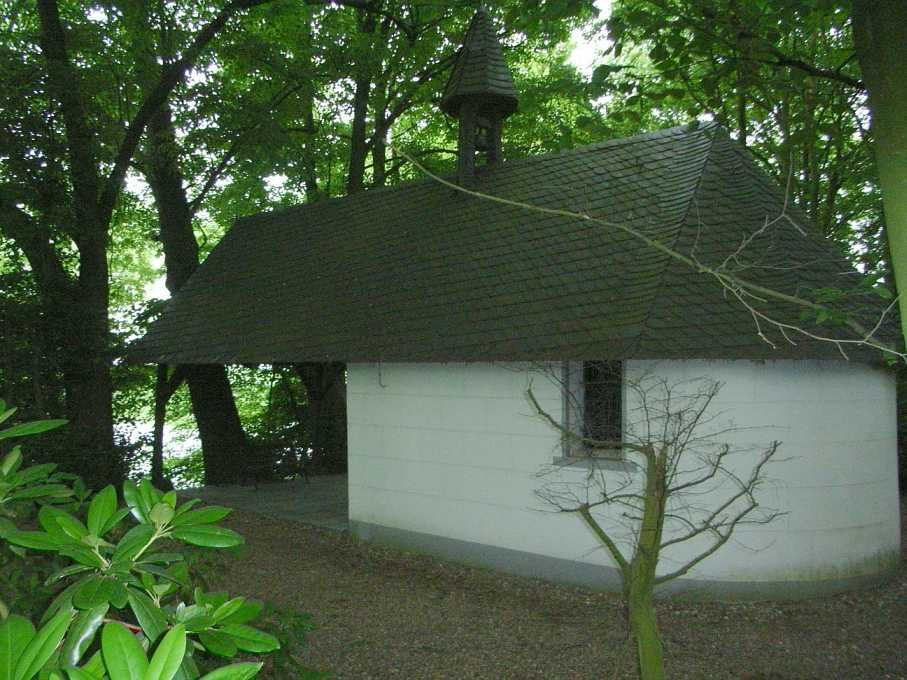
Irmunduskapelle

Irmund von Jülich (Irmonz, auch Irmund von Mündt, etwa 4. Jh.) gilt als Volksheiliger und Schutzpatron des Viehs. Er wird im Einsiedlergewand mit Hirtenstab und verschiedenem Vieh dargestellt. Sein Name leitet sich aus dem Angelsächsischen her und bedeutet »groß« und »Schutz«.
Irmunds Lebensdaten sind unbekannt. Er soll als Hirte und Einsiedler im 4. Jahrhundert zur Zeit des Kölner Bischofs Severin auf dem Hahnerhof östlich des Titzer Ortsteils Mündt gelebt haben. Einer Quelle auf dem Hof wurden früher Heilwirkungen zugesprochen. Irmund wird die Einführung des Christentums in dieser Region zugeschrieben. Schon 650 ist in Mündt eine Kirche nachgewiesen, Vorgänger der heutigen St.-Urban-Kirche. Der heutige Teich auf dem Hahnerhof wird infolge der Sümpfungsmaßnahmen durch den benachbarten Tagebau Garzweiler künstlich bewässert.

## Verehrung
Als Namenstag gilt in der katholischen Kirche der 28. Januar.
Eine auf dem Hahnerhof 1672 errichtete Kapelle mit einem barocken Hochaltar war in vergangenen Jahrhunderten Ziel von Wallfahrten der näheren Umgebung. Zu bestimmten Festtagen werden dort heute noch Irmunds Reliquien ausgestellt. 1685 wurde an einem Feldweg Richtung Mündt südlich vom Hahnerhof das Irmunduskreuz aufgestellt. 1998 wurde das Kreuz restauriert und neu errichtet. Die Parzelle „Am alten Kirchhof“ soll der Ort der alten Stadt Munda gewesen sein.